# NGC 6742
NGC 6742 est une nébuleuse planétaire située dans la constellation du Dragon. NGC 6742 a été découverte par l'astronome germano-britannique William Herschel en 1788.
Peu d'études ont été réalisées au sujet de NGC 6742 et l'identification de l'étoile centrale de la nébuleuse par le télescope Kepler est incertaine. 

## Observation
Avec une magnitude de 13,4, on pourrait penser qu'elle est trop peu brillante pour être visible dans un petit télescope, mais sa brillance de surface est assez élevée pour qu'on puisse l'observer avec un télescope de 25 cm de diamètre. Elle apparaît comme un disque rond de 30".

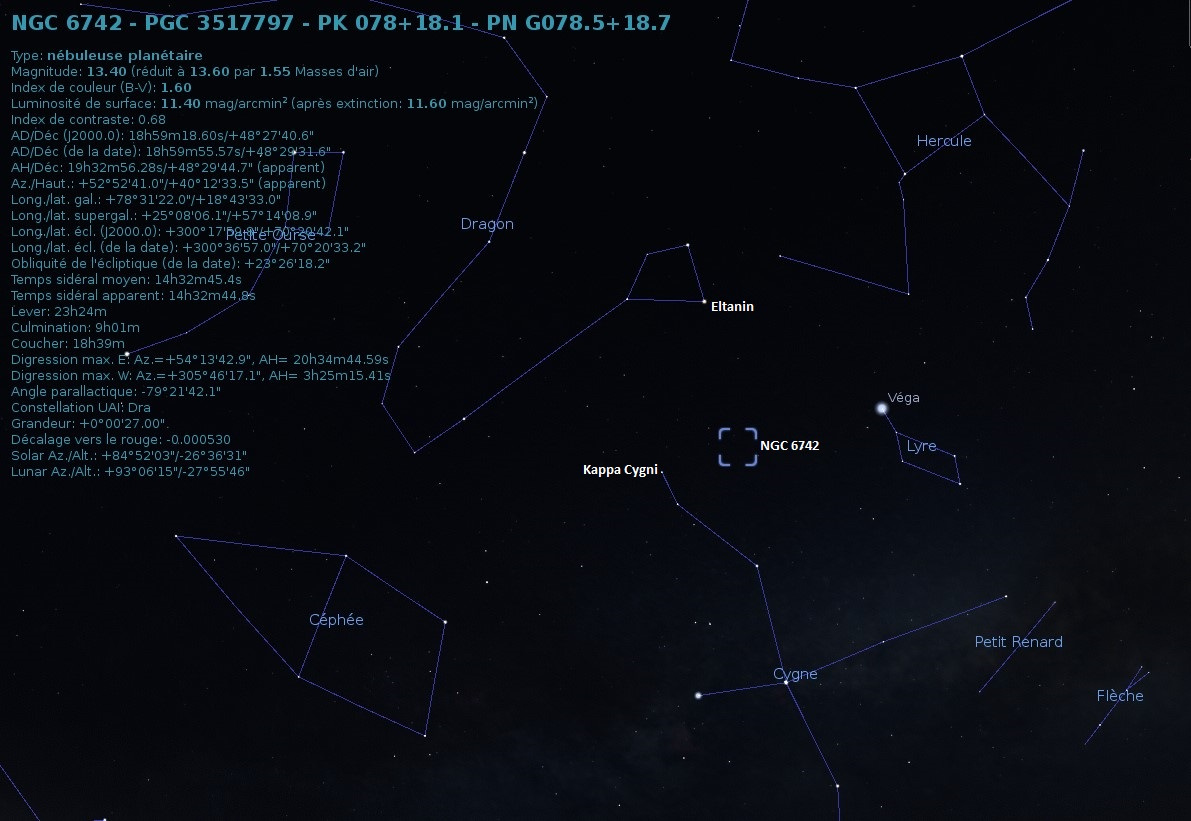
Emplacement de NGC 6742 dans la constellation du Dragon (Stellarium).

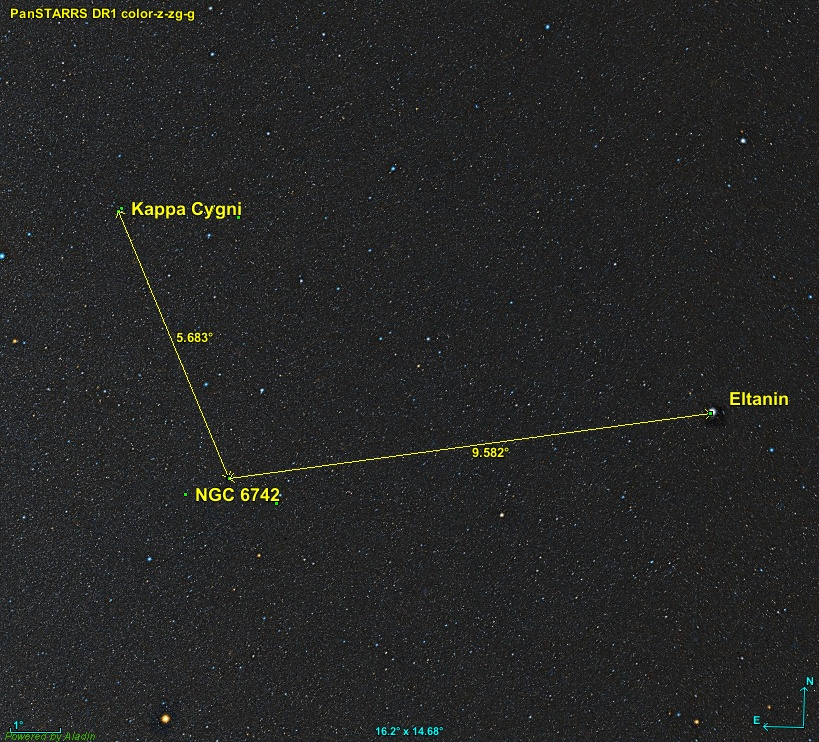
Emplacement de NGC 6742.

NGC 6472 est située dans le Dragon près des frontières des constallations du Cygne et de la Lyre à environ 5,7° au sud-ouest de Kappa Cygni et à environ 9,6° au sud-est d'Eltanin, une étoile du Dragon. 

## Distance, taille et vitesse
Deux distances sont indiquées sur la base de données astronomique Simbad : 5,150 ± 1,030 kpc (∼16 800 al) et environ 5 091 pc (∼16 600 al).
Puisque sa taille apparente est de 0,55′, un calcul rapide montre que son envergure est égale à 2,7 ± 0,5 al. Aucune donnée n'est disponible pour sa vitesse.